# Universidade do Recife
A Universidade do Recife foi formada em agosto de 1946 a partir da união da Faculdade de Direito do Recife (fundada em 1827), da Faculdade de Medicina do Recife (1927), da Faculdade de Filosofia de Pernambuco (1941), da Escola de Belas Artes (1932) e da Escola de Engenharia de Pernambuco (1895), sendo o primeiro centro universitário do Norte e Nordeste do Brasil.
Teve como seu primeiro reitor o Prof. Joaquim Inácio de Almeida Amazonas, permanecendo no cargo até o seu falecimento em 1958.
Em 1967, passou a integrar o novo sistema de educação do país com o nome de Universidade Federal de Pernambuco (UFPE), autarquia vinculada ao MEC..